# 大卫·理斯曼
大卫·理斯曼（David Riesman，1909年9月22日—2002年5月10日），美国社会学家、律师、教育家。他父亲是宾夕法尼亚医学院教授，早年入哈佛大学攻读生物化学，1931年毕业。之后进入法学院，1934年取得学位。其间，他常用业余时间去纽约精神病学院听课，並因此结识埃里希·弗罗姆。
之后，理斯曼成为《哈佛法律评论》的成员，自1935至1936年在美国最高法院法官路易斯·布蘭迪斯手下办事。他也在布法罗大学法学院任教。 （页面存档备份，存于）

## 《孤独的人群》
理斯曼1950年与同事合著的书《孤独的人群》，是对现代行为的社会学研究，假定了“自我支配型”和“他人支配型”两种人格的存在。理斯曼认为二战后美国社会的特征是将人的个体推向“他人支配”，最明显的例子是现代郊区，个人都寻求他们邻居的赞同，害怕被社群抛弃。这种生活方式产生了一种强制的影响，迫使人们抛弃对各自生活的“自我支配”，迫使人们接收社群的喜与不喜、思维和目标。讽刺的是，这种现象造成了每一群人之间的紧密联系，但却不能真正满足个人对友谊的渴望。该书被认为是研究美国人性格的里程碑。理斯曼成为著名的公共知识分子和社会学家，是现在所谓“公共社会学” 的早期代表之一。

## 美国高等教育
除了出版其他领域的书，理斯曼也是美国高等教育问题的评论员。他与Christopher Jencks合著的《学术革命》就是关于此类问题。在这本书中，理斯曼总结了他的主张，声称“如果这本书表达了什么简单信息的话，那就是专业学者的职业日益决定了大学本科教学的质量”。在对20世纪美国高等教育中发生的那些重大改变的惨淡经营的、从历史角度表达的评论中，理斯曼一再强调“研究型大学的逻辑”的作用，主要聚焦于对严肃学术的研究。这种内部逻辑不但设置了研究型大学的目标，也生产出它未来的专家教授。理斯曼注意到这种逻辑孤立了任何试图挑战大学的首要目标——学术研究的所有阻碍的方式，赋予它们成功的机会。